# María Fernanda Ampuero
María Fernanda Ampuero (Guayaquil, 14 de abril de 1976) es una escritora y periodista ecuatoriana. Ha publicado tres obras y varios artículos en diferentes diarios y revistas de distintos países. Vivió en España y México. En julio de 2019 se convirtió en la Gerente del Plan Nacional del Libro y la Lectura José de la Cuadra del Ministerio de Cultura de Ecuador.
María Fernanda Ampuero ha sido reconocida con varios premios, como el Premio Joaquín Gallegos Lara por su libro Pelea de gallos, el premio Hijos de Mary Shelley con su cuento ¿Quién dicen los hombres que soy yo?. en 2015; el premio Cosecha Eñe por el relato de Nam, en 2016. El relato habla sobre las primeras experiencias sexuales y el amor lésbico.
Sus obras han sido traducidas al inglés, portugués e italiano y en 2012 fue considerada como una de los latinos más influyentes de España.

## Biografía
María Fernanda Ampuero nació el 14 de abril de 1976 en Guayaquil, Ecuador, provincia de Guayas. Durante su infancia habitó en el barrio de Los Esteros.
Ampuero mostró interés por los libros desde su infancia. Al terminar sus estudios secundarios decidió estudiar literatura en el colegio. Ingresó a esta carrera por afinidad, pero apuntaba a ser profesora para ganarse la vida. “Estudiaba para dar clases. A mí me gustaba escribir, leía, y había que ganarse la vida”.
Realizó sus estudios superiores en la Universidad Católica de Santiago de Guayaquil, donde compartió clases con escritores como Solange Rodríguez, Luis Carlos Mussó, María Paulina Briones, entre otros.
Un taller de periodismo, dictado por periodistas de la BBC, representó una oportunidad importante para Ampuero. En el taller se dictaba producción radial, una disciplina que le resultaba muy distante a la autora. Sin embargo, en el curso Ampuero encontró un espacio para hacer pequeñas crónicas) y relatar historias. De los integrantes de este taller, solo la guayaquileña terminó trabajando como periodista. 
Ingresó a la redacción del diario El Universo, entidad a cargo de la emisora radial. Se le incluyó en la sección de economía, lo que no fue del agrado de Ampuero. “Me pusieron en economía. Esta es una parte absolutamente horrible de mi vida, que la recuerdo con espanto“. Con todo, su talento no pasó desapercibido para los editores, quienes le dieron la oportunidad de redactar historias a su gusto, temas humanos y coloridos.“Estaba en mi papayal, porque eran temas humanos, cercanos. Era muy divertido, en primera persona, me metía a los recovecos de la ciudad a explorar…”.
En diciembre de 2004 Ampuero viajó a España con la intención de ser testigo del proceso de migración de principios del siglo XXI de ecuatorianos hacia ese país. Se encontró con una cultura completamente ajena a la suya y se vio incluida en la categoría de “extranjera”. “Ser extranjera pobre es lo que es ser inmigrante. No tiene nada de romántico ni nada de atractivo, ni interesante, ni folclórico”. En España no tuvo la facilidad que esperaba para encontrar trabajo, pero logró abrirse camino en Madrid con su escritura.

### Carrera literaria
En 2011 publicó su primer libro, titulado Lo que aprendí en la peluquería, donde reunió una serie de artículos y crónicas que había publicado por casi una década en la revista Fucsia. En las mismas relata su experiencia como migrante, sus relaciones personales, además de críticas al machismo y reflexiones sobre la condición de las mujeres. El nombre del libro nació como referencia al aire de camaradería y confianza que usualmente se vive en las peluquerías.
En 2012 fue seleccionada entre los latinos más influyentes de España. El mismo año ganó el premio Ciespal de Crónica y el de la Organización Internacional de las Migraciones (OIM) a la Mejor Crónica del año.
Su siguiente obra fue el libro de crónicas Permiso de residencia, publicado en 2013 por la editorial La Caracola. La obra recopila varias historias sobre la experiencia de migrantes en España que Ampuero fue escribiendo con los años.
En 2018 publicó su primera colección de relatos, Pelea de gallos, donde retrata la cruda realidad que se vive en el continente americano, problemas de violencia, desigualdad e hipocresía de la sociedad que se vive todos los días a nivel global. El lenguaje con el que se maneja la obra está fuera de relacionarse con algún modismo o jerga que identifique en qué nacionalidad transcurre la historia de los personajes, logrando que el lector pueda relacionarlo a su entorno.
Pelea de gallos se convirtió en un éxito crítico luego de su publicación, consolidando el nombre de Ampuero entre lo más destacado de la narrativa latinoamericana contemporánea. La obra fue elegida como una de los diez mejores libros de ficción de 2018 en un artículo de The New York Times escrito por Jorge Carrión, además de ganar el Premio Joaquín Gallegos Lara al mejor libro de cuentos del año.

### Funcionaria pública
El 31 de julio de 2019 el ministro de Cultura de Ecuador, Juan Fernando Velasco, nombró a Ampuero gerenta del Plan Nacional del Libro y la Lectura José de la Cuadra, sucediendo en el cargo a Édgar Alan García. En esta función, Ampuero organizó la XII Feria Internacional del Libro de Quito, en diciembre de 2019, con un presupuesto de USD 700 000 y una duración de 5 días. Se rindió homenaje a Alicia Yánez Cossío, Lupe Rumazo, Sonia Manzano y a la editorial El Conejo y se promovió la lectura en los niños. Hubo más de 70 invitados nacionales y 30 extranjeros; entre ellos, los ilustradores Liniers y Montt, los escritores William Ospina y Alberto Chimal o el booktuber español Sebastián García Mouret.

## Estilo
A María Fernanda Ampuero la podemos conocer por sus escritos, que se basan en la literatura ecuatoriana contemporánea, que es el causas de publicación en los últimos 20 años y relata su afán de extender -internacionalmente- las fronteras con sus publicaciones y libros fundamentado en su apotegma el cual nos explica que lo más importante es la calidad de las obras mucho más que el prestigio del autor. En sus palabras María Fernanda recalca que “lo más importante es escribir bien y nada más”, no intentar representar a nadie.
Para un literato, la diferencia entre escribir bonito y escribir la verdad es una disyuntiva tan fuerte, ya que, desde los muy novatos hasta aquellos que llevan ya varias publicaciones hacen frente a este problema. Sin embargo, lo que ella busca sembrar en sus escritos, es que los lectores se den cuenta de lo interesante que resulta ser; la Crónica (género periodístico) o No ficción (literatura). Por otra parte, ella nota que la mejor manera de vivir es leyendo, y que para ella y para todo escritor no hay nada mejor que dar a la gente la posibilidad de encontrarse y encontrar al mundo en un libro.
En sus talleres, María Fernanda Ampuero busca la manera de acercarse a temas “atroces” como casos de acoso sexual a menores, casos de violaciones, casos de feminicidio, casos de violencia intrafamiliar. Subraya que no es fácil publicar estos temas para llegar a los lectores ya que involucra trazar una línea muy intensa entre el periodismo y el amarillismo. Lo que se busca es usar las mejores herramientas disponibles para que la historia toque al lector y convierta su realidad, y así esas situaciones “atroces” cambien a futuro. Esto debe ser realizado Off the record, sin que nadie manipule o tenga que decir como debe ser dicho.

## Obras
- Lo que aprendí en la peluquería (2011).
- Permiso de residencia (2013).
- Pelea de gallos (2018).
- Sacrificios humanos (2021)[23]
- Visceral (2024).

## Premios y reconocimientos
En 2012 se la denominó como una de los 100 latinos más influyentes dentro España.
Recibió el premio Ciespal de Crónica y el de la Organización Internacional de las Migraciones (OIM) a la Mejor Crónica del año en 2012.
María Fernanda Ampuero en 2015 ganó el premio Hijos de Mary Shelley en España con su cuento ¿Quién dicen los hombres que soy yo?
En 2016 recibió el premio Cosecha Eñe por el relato de Ñam.
En 2018 recibe el Premio Joaquín Gallegos Lara (cuento) por su libro Pelea De Gallos
En 2021 fue finalista del Premio Tigre Juan por su novela Sacrificios humanos.